# 唐宗海

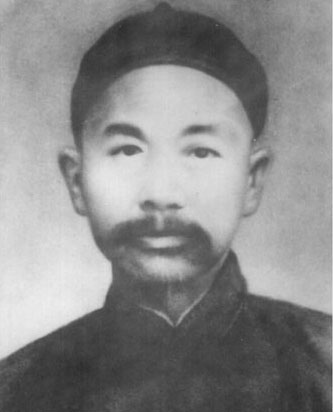
唐宗海

唐宗海（1851年—1897年），字容川，四川彭县人（今彭州市三邑镇）人。晚清进士，醫學家。

## 生平
唐宗海16岁进学，23岁开始钻研医学，后来游学江南，以医术名扬，光绪十五年（1889年）己丑科中进士，同年五月，著主事，分部学习；授礼部主事。善治血證，以《血證論》為成名作。他同時主張吸收西醫知識，是中西醫匯通學派的代表人物之一。
早年有《医柄》、《医学一见能》、《血证论》等。寓居沪上后，兼学西医，撰成《中西汇通医经精义》二卷。被授职广西来宾知县，次年母丧，扶柩返乡时感染疫病，不久辞世。《清史稿》中述及其事。

## 著作列表
- 《中西匯通醫經精義》
- 《血證論》
- 《傷寒論淺注補正》
- 《金匱要略淺注補正》
- 《本草問答》
- 《醫學見能》
- 《痢證三字訣》
- 《醫易通說》

後世將其編為《唐容川醫學全書》。

## 相關書目
- 呂文智，《晚清名醫唐宗海〈醫易通說〉思想研究》